# Arcangelo Pezzella
Arcangelo Pezzella (Cardito, 23 gennaio 1948) è un ex arbitro di calcio italiano, iscritto alla sezione AIA di Frattamaggiore.

## Biografia
Arcangelo Pezzella 
frattese da parte paterna,
è senza dubbio il maggiore esponente della sezione AIA di Frattamaggiore, città in cui vive. Comincia la sua carriera diventando arbitro effettivo nel 1965 e quattro anni dopo è già nei ruoli della “vecchia” C.A.D. (Commissione arbitri dilettanti). Vi rimane fino al 1973 quando poi viene promosso alla C.A.S.P. (Commissione arbitri semi-professionisti).
Nel 1974 è tra i maggiori fondatori della sezione di Frattamaggiore. Nella stagione 1977-1978 viene promosso in C.A.N. C dove resta per tre stagioni prima di raggiungere, nella stagione 1981-1982, la C.A.N. A e B. Esordisce in Serie A nel 1983 dirigendo la partita Udinese – Sampdoria. Viene insignito della qualifica di internazionale nel 1990 e due stagioni dopo viene onorato con il premio Nazionale "Generoso Dattilo" quale miglior arbitro italiano iscritto nell'elenco FIFA.
Nel 1993 termina, con un anno di anticipo su richiesta personale, la carriera sui campi con un bilancio di 114 presenze in Serie A (tra cui alcune "classiche" del campionato, come 2 Juventus-Inter, 2 Derby di Milano, 1 Juventus-Roma e lo spareggio del 1989 per l'accesso in Coppa UEFA tra Fiorentina e Roma).
Nel 1991 dirige la finale di ritorno di Coppa Italia tra Sampdoria e Roma.
Nel 1990 viene nominato per due stagioni Presidente della sezione di Frattamaggiore. Dopo aver appeso il fischietto al chiodo per limiti d'età ha continuato la sua attività all'interno dell'associazione intraprendendo prestigiosi incarichi a livello nazionale. Dapprima vicecommissario alla C.A.N. D, poi vicecommissario in C.A.N. C e poi l'oneroso compito di Presidente della Commissione della C.A.N. D. Come dirigente sono da segnalare anche il ruolo di responsabile del calcio a 5 nazionale e presidente della commissione di Ispettorato Tecnico del Settore Tecnico Arbitrale.
Nel giugno del 2004 Arcangelo Pezzella è stato eletto, dagli arbitri di Frattamaggiore, Presidente della sezione per il quadriennio 2004-2008.
Nel novembre 2006 si candida alla Presidenza dell'Associazione Italiana Arbitri, però ad una settimana dalle elezioni ritira la propria candidatura, congiuntamente ad altri 3 candidati, per appoggiare quella del dirigente benemerito dell'A.I.A. Cesare Gussoni durante l'assemblea generale elettiva del 25 novembre 2006.
Nei giorni successivi al ritiro della sua candidatura rinuncia a candidarsi e quindi ad un posto nel Comitato Nazionale per poter accettare a giugno l'incarico di Commissario di una delle Commissioni Arbitri Nazionale. Infatti il 9 luglio 2007 viene nominato dal Presidente dell'AIA Cesare Gussoni Vicecommissario della Commissione Arbitri Nazionali Serie C.
Per tale motivo è costretto, a causa incompatibilità delle cariche, a lasciare la Presidenza della Sezione di Frattamaggiore che eleggerà quale suo successore il suo vice, l'arbitro benemerito Salvatore Bagnarola.
Per la stagione 2008-2009 viene confermato dal Comitato Nazionale nel ruolo di Vicecommissario CAN PRO (ex CAN C) con l'incarico di designare gli arbitri impiegati in Prima e Seconda Divisione (ex Serie C1 e C2). Nel luglio 2009 termina il suo incarico a livello nazionale.
Per la stagione 2009-2010 viene coinvolto a livello regionale in Campania nell'ambito del progetto "Talent & Mentor", finalizzato alla formazione accurata di giovani leve arbitrali.
Nella vita è un impiegato di banca in pensione, dottore in economia, sposato, ha un figlio. Importante uomo politico a livello locale è stato negli anni novanta anche Sindaco del comune di Frattamaggiore eletto nel 1993.

## Curiosità
- Pezzella detiene il record, poi eguagliato, di più rigori fischiati in una partita, in favore della stessa squadra. Era il 15 settembre 1991 e l'arbitro di Frattamaggiore assegnava quattro calci di rigore in Inter-Verona ai nerazzurri[2].